# Mercedes-Benz SS
La Mercedes-Benz SS est une automobile sportive de luxe de la seconde moitié des années 1920 et du début des années 1930, développée par le constructeur automobile allemand Mercedes-Benz.